# Guren (DOES)
Guren è un singolo del gruppo musicale rock giapponese DOES, pubblicato il 2 luglio 2014 come loro tredicesimo singolo. Il brano è utilizzato come quindicesima sigla d'apertura dell'anime Naruto Shippuden. Il singolo ha toccato la quarantesima posizione Oricon.

## Il gruppo
Questo singolo è uscito dopo un periodo di stop del gruppo musicale DOES. Il brano è stato molto apprezzato in Giappone come quasi tutti i loro precedenti singoli come Bakuchi Dancer che ha raggiunto la terza posizione della classifica Oricon e altri.

## Classifiche
| Classifica (2014) | Posizione massima |
| ----------------- | ----------------- |
| Giappone (Oricon) | 40                |